# معتمدية الناظور
معتمدية الناظور إحدى معتمديات الجمهورية التونسية، تابعة لولاية زغوان.

### مواضيع ذات علاقة
- ولاية زغوان.